# Lonely (canção de Diplo)
"Lonely" é uma música do produtor e DJ americano Diplo e da banda americana Jonas Brothers. A música foi lançada pela Mad Decent e Columbia Records em 27 de setembro de 2019. O videoclipe também foi lançado ao lado da música.

## Antecedentes
Em 25 de setembro, Diplo usou a conta do Instagram dos Jonas Brothers para seguir sua própria conta e postou fotos de si mesmo em seu feed, com o E! News, as notícias revelaram que era um golpe publicitário para uma colaboração futura.

## Vídeo musical
O vídeo foi lançado em 26 de setembro de 2019 e foi dirigido por Brandon Dermer, os irmãos são vistos agudamente vestidos enquanto cantam em estúdio, enquanto Diplo em um momento veste um traje ocidental vermelho-branco-e-azul e monta um cavalo. O vídeo começa com Diplo se desculpando com Joe por "arruinar" seu casamento.

## Histórico de lançamento
| Região | Data                   | Formato                    | Gravadora           | Ref.   |
| ------ | ---------------------- | -------------------------- | ------------------- | ------ |
| Mundo  | 27 de setembro de 2019 | Download digital streaming | Mad Decent Columbia | [ 12 ] |